# Wiesbadens rådhus

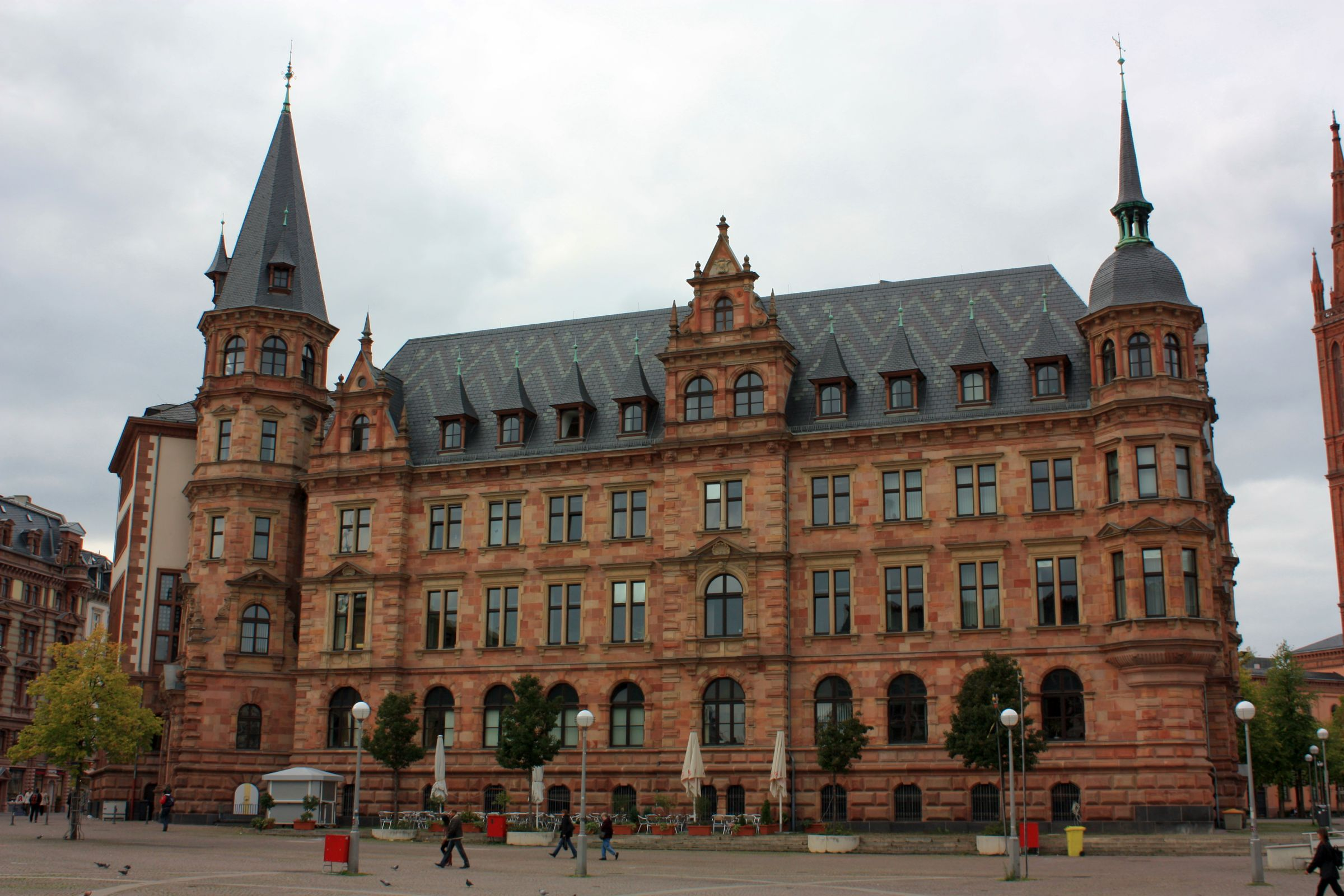
Wiesbadens rådhus.

Wiesbadens rådhus (tyska: Neues Rathaus Wiesbaden) är en monumental byggnad i centrala Wiesbaden, Hessens huvudstad, som är säte för Wiesbadens politiska ledning och centrala administration.
Huset ritades av arkiteketen Georg von Hauberrisser. Det uppföredes åren 1883–1887 och har sin dominerande fasad mot Schloßplatz. 